# Barbara Enright
Barbara Enright (* 19. August 1949 in Los Angeles, Kalifornien) ist eine professionelle US-amerikanische Pokerspielerin. Sie ist dreifache Braceletgewinnerin der World Series of Poker und erreichte 1995 als bislang einzige Frau den Finaltisch der Poker-Weltmeisterschaft. Die Amerikanerin ist seit 2007 Mitglied der Poker Hall of Fame.

## Pokerkarriere

### Werdegang
Bereits im Alter von vier Jahren spielte Enright mit ihrem älteren Bruder die Pokervariante Five Card Draw. Ab 1976 spielte sie in Spielbanken. In der Folge arbeitete Enright als Kellnerin und Friseurin. Oftmals arbeitete sie an drei Stellen gleichzeitig, um genug Geld für ihren Lebensunterhalt zu verdienen. Da sie mit dem Pokerspiel mehr Geld verdienen konnte, startete sie eine professionelle Pokerkarriere.
Enright gewann 1986 und 1994 jeweils ein Bracelet beim Damenturnier der World Series of Poker in Las Vegas, bei dem die Variante Seven Card Stud gespielt wurde. 1995 wurde sie zur ersten und bisher einzigen Frau, die den Finaltisch des WSOP-Main-Events erreichte. Sie wurde Fünfte und erhielt ein Preisgeld von knapp 115.000 US-Dollar. 1996 gewann sie als erste Frau ein offenes WSOP-Turnier und sicherte sich den Hauptpreis von 180.000 US-Dollar. Enright war die erste Frau, die sich zwei und drei Bracelets der WSOP sichern konnte. Als Anerkennung ihrer Leistungen wurde Enright am 6. Juli 2007 als erste Frau in die Poker Hall of Fame aufgenommen.
Insgesamt hat sie sich mit Poker bei Live-Turnieren über 1,5 Millionen US-Dollar erspielt. Heute lebt sie vom Pokerzirkus etwas zurückgezogen und spielt nur noch gelegentlich auf Turnieren. Enright ist mit dem Autor und Pokerspieler Max Shapiro verheiratet.

### Braceletübersicht
Enright kam bei der WSOP 33-mal ins Geld und gewann drei Bracelets:
| Jahr | Buy-in (in $) | Turnier                      | Teilnehmer | Preisgeld (in $) |
| ---- | ------------- | ---------------------------- | ---------- | ---------------- |
| 1986 | 0500          | Ladies Limit Seven Card Stud | 082        | 016.400          |
| 1994 | 1000          | Ladies Limit Seven Card Stud | 096        | 038.400          |
| 1996 | 2500          | Pot Limit Hold’em            | 180        | 180.000          |